# Doptău
Doptău – wieś w Rumunii, w okręgu Alba, w gminie Șona. W 2011 roku pozostawała niezamieszkana.